# مارگارت ریور، استرالیای غربی
مارگارت ریور (به انگلیسی: Margaret River) یک شهرک در استرالیا است که در استرالیای غربی واقع شده‌است.